# Das Opfer der Ellen Larsen
Das Opfer der Ellen Larsen è un film muto del 1921 diretto da Paul L. Stein.

## Produzione
Il film fu prodotto da Paul Davidson per la Projektions-AG Union (PAGU). Davidson (1867-1927) era nato  in Prussia (attualmente la sua città natale, Lötzen, è diventata polacca) e può essere considerato uno dei pionieri dell'industria cinematografica tedesca. Produsse gran parte dei film tedeschi di Ernst Lubitsch.

## Distribuzione
Distribuito dall'Universum Film (UFA), il film uscì nelle sale cinematografiche tedesche il 22 aprile 1921, presentato in prima a Berlino al Tauentzien-Palast.